# Hypericum pycnophyllum
Hypericum pycnophyllum är en johannesörtsväxtart som beskrevs av Ignatz Urban. Hypericum pycnophyllum ingår i släktet johannesörter, och familjen johannesörtsväxter. Inga underarter finns listade i Catalogue of Life.